# Ehrenmal der Luftwaffe
Koordinaten: 48° 11′ 30,1″ N, 11° 15′ 37,8″ O

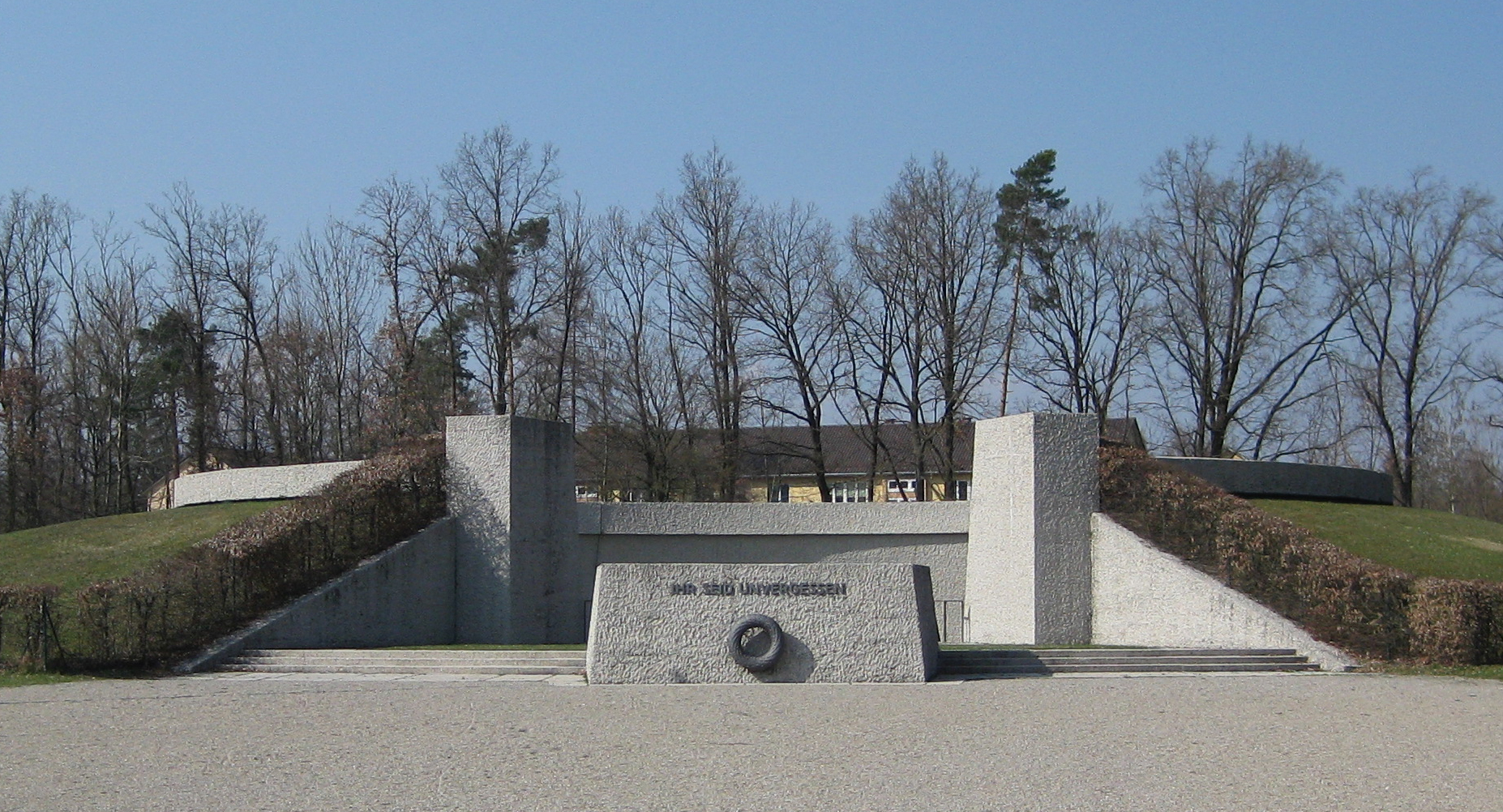
Ehrenmal der Luftwaffe

Das Ehrenmal der Luftwaffe und der Luftfahrt wurde mit Spenden von Angehörigen der Luftwaffe, der Luftfahrt und sonstigen Privatpersonen in den Jahren 1957 bis 1966 erstellt und ist den Toten der Luftstreitkräfte und der Luftfahrt geweiht, die während ihres Dienstes in Krieg oder Frieden ihr Leben verloren haben. Es befindet sich in Fürstenfeldbruck in der Nähe des ehemaligen Fliegerhorstes.

## Geschichte des Denkmals

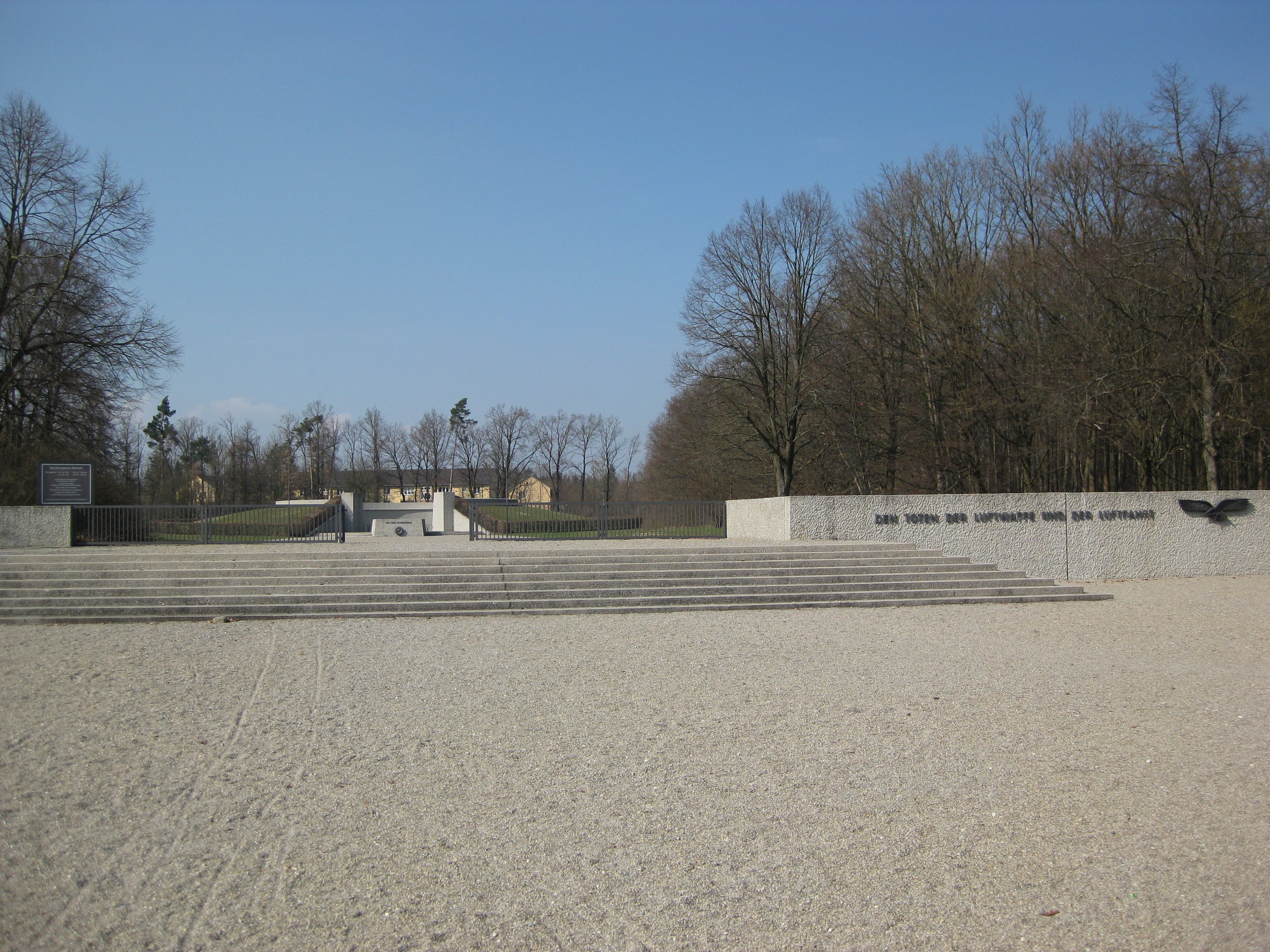
Eingangsbereich des Ehrenmals

Bereits am 24. Juni 1957 wurde in Hannover eine Stiftung gegründet, die zur Errichtung eines zentralen Ehrenmals der Luftwaffe Spenden sammelte und eine Ausschreibung für die Realisation veranstaltete. Seit März 1984 ist Sitz der Stiftung Fürstenfeldbruck. Nach mehreren Ansätzen und Überlegungen wurde schließlich 1960 ein Entwurf des Architekten Prof. Ernst Zinsser, in Zusammenarbeit mit dem Bildhauer Prof. Kurt Lehmann, Technische Hochschule Hannover, und als Standort Fürstenfeldbruck ausgewählt. Anlässlich eines Großflugtages fand dann am 24. September 1961 die Grundsteinlegung statt. Ein Jahr später, am 18. November 1962 konnte der erste Bau des Ehrenmals im Beisein von Vertretern der aktiven und der ehemaligen Luftwaffe eingeweiht werden. Die Festansprache hielten Kardinal Julius Döpfner und der erste Inspekteur der Bundes-Luftwaffe, General Josef Kammhuber. Bis zum Volkstrauertag 1963 wurde der 5 × 5 Meter große Gedenkstein im Zentrum des Ehrenmals mit einem liegenden Eisernen Kreuz fertiggestellt. Nach dem Bau der Toranlage zum Gelände des Ehrenmals mit der Inschrift „DEN TOTEN DER LUFTWAFFE UND DER LUFTFAHRT“ wurde die Gedenkstätte in die Obhut der aktiven Luftwaffe übergeben. 1977 wurde noch ein Sinnspruch „IHR SEID UNVERGESSEN“ und 1979 ein Lorbeerkranz angebracht. Die Pflege des Ehrenmals obliegt dem Bundeswehr-Dienstleistungszentrum.
2025 wurde mitgeteilt, dass die Luftwaffe das Ehrenmal zukünftig nicht mehr für Gedenkveranstaltungen nutzen wird. Bereits 2012 war eine Vereinbarung getroffen worden, wonach das Denkmal nach der geplanten Schließung des Fliegerhorstes 2030 von der Stadt unterhalten, aber weiterhin für die jährliche Gedenkveranstaltung durch die Luftwaffe genutzt werden sollte. Da nun zwischenzeitlich aber ein neues Ehrenmal in Roth errichtet worden sei, werde man bereits 2025 keine Gedenkveranstaltung mehr am alten Ehrenmal durchführen. Das unter Denkmalschutz stehende Ehrenmal werde aber dauerhaft in würdiger Form erhalten bleiben.

## Jährliche Gedenkveranstaltung
Am Vortag des Volkstrauertages werden alljährlich auf Einladung des Inspekteurs der Luftwaffe in einer stillen Feierstunde durch Vertreter der aktiven Luftwaffe, der Luftfahrt und der Luftwaffen-Traditionsverbände am Ehrenmal Kränze niedergelegt. Der Ehrenzug wird von jungen Soldaten der Offizierschule der Luftwaffe gestellt. Das Ehrenmal  „mahnt alle, das Vermächtnis unserer Toten zu ehren und den Frieden zu bewahren“.

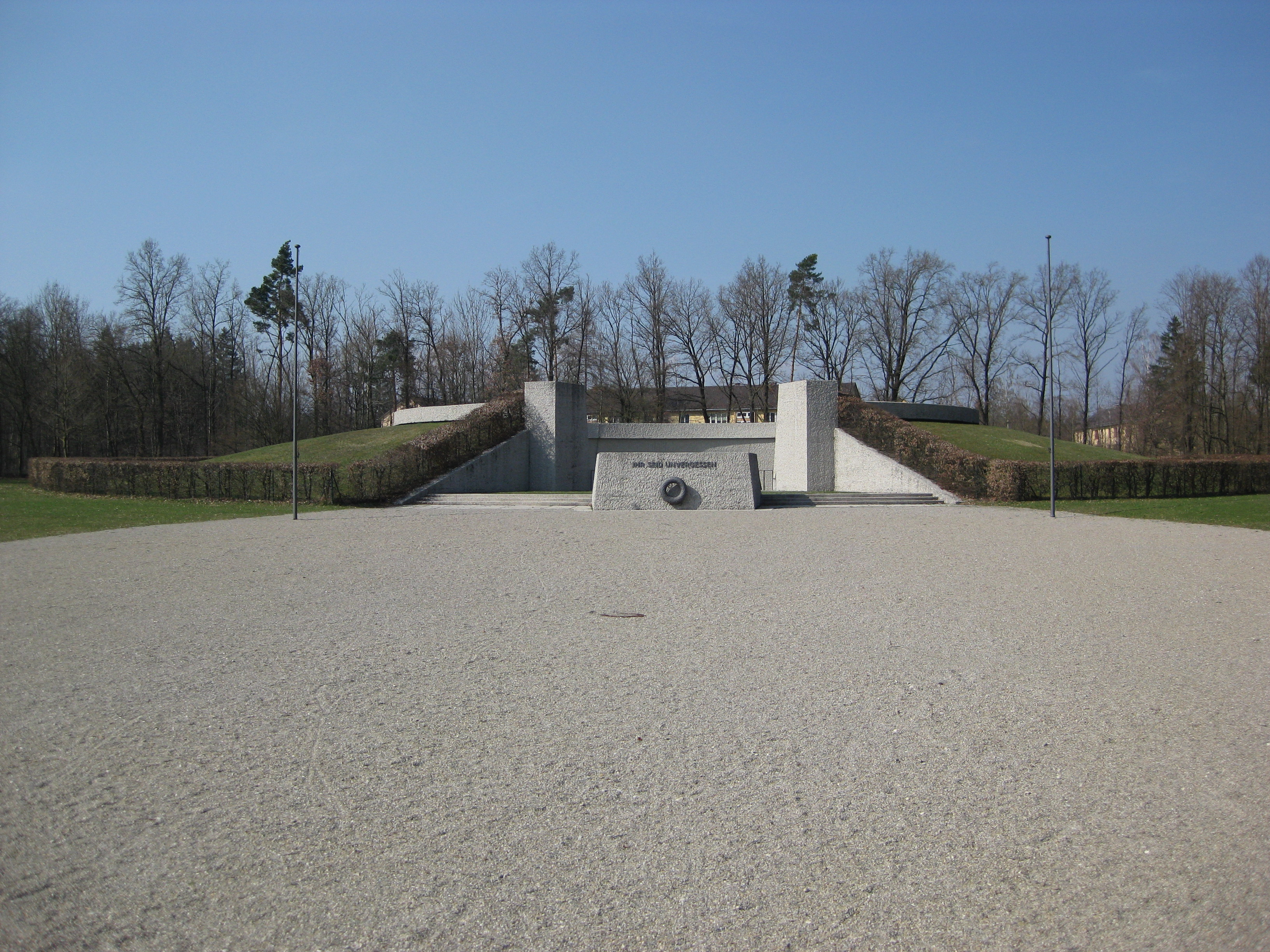
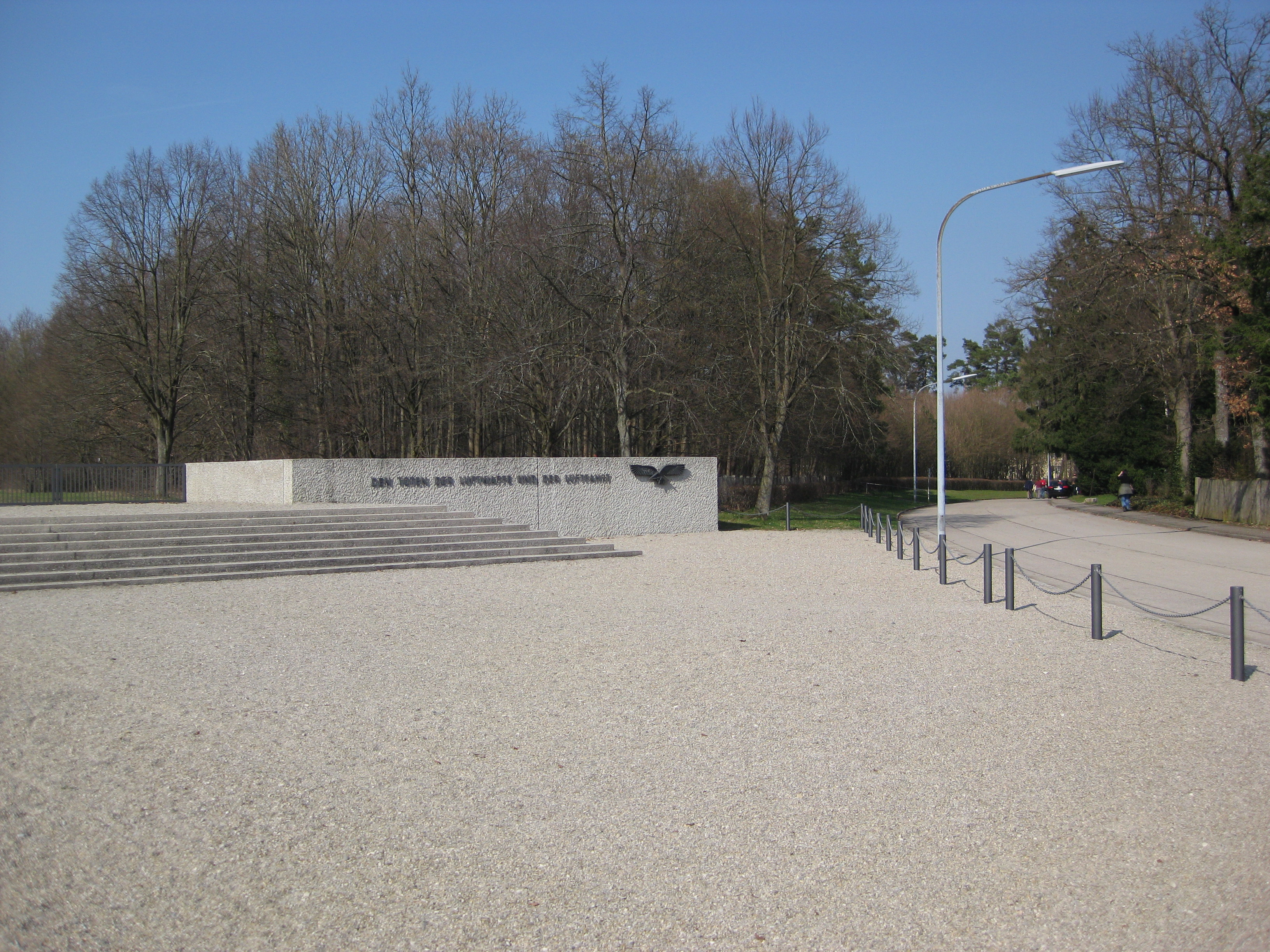
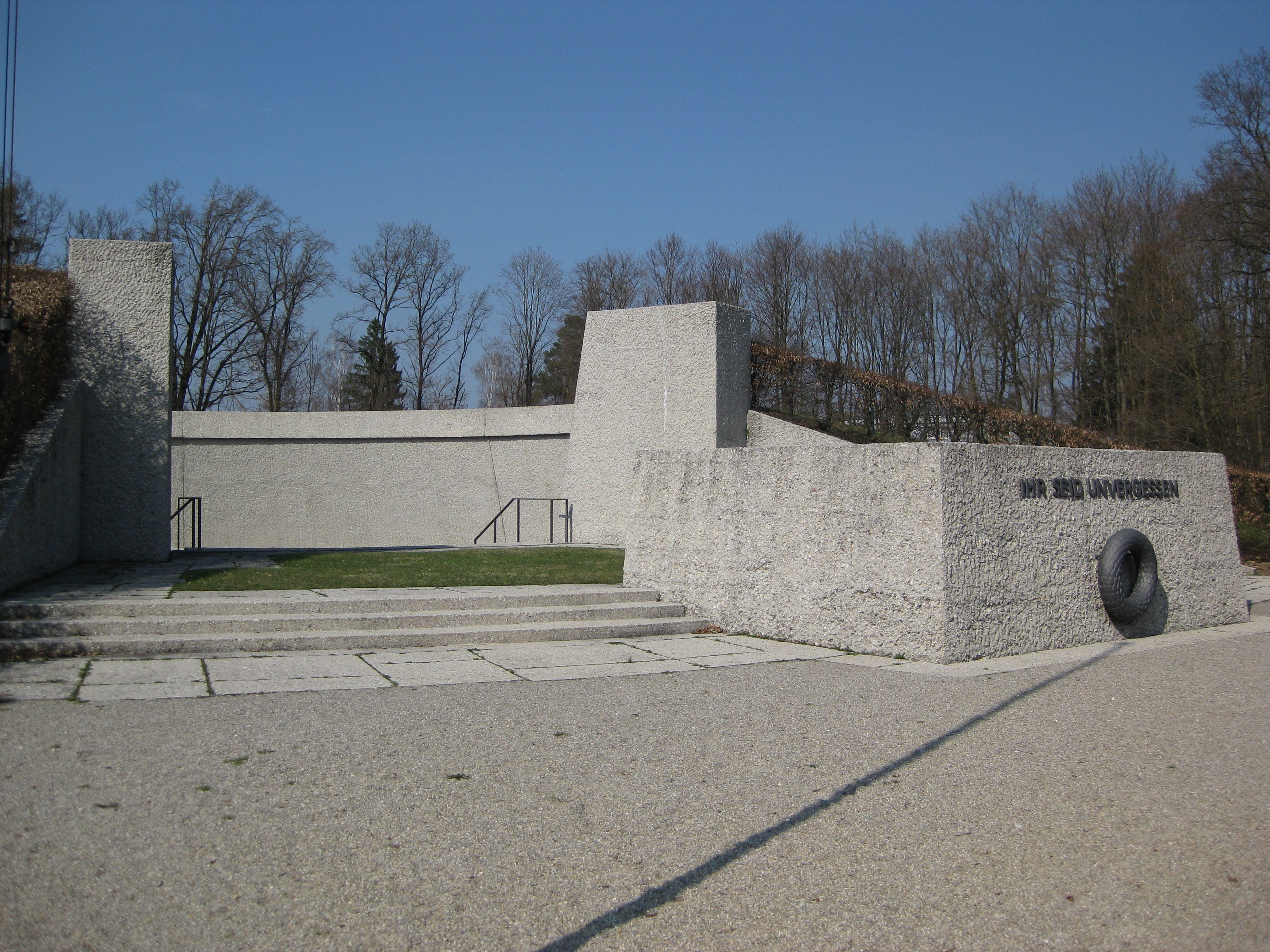
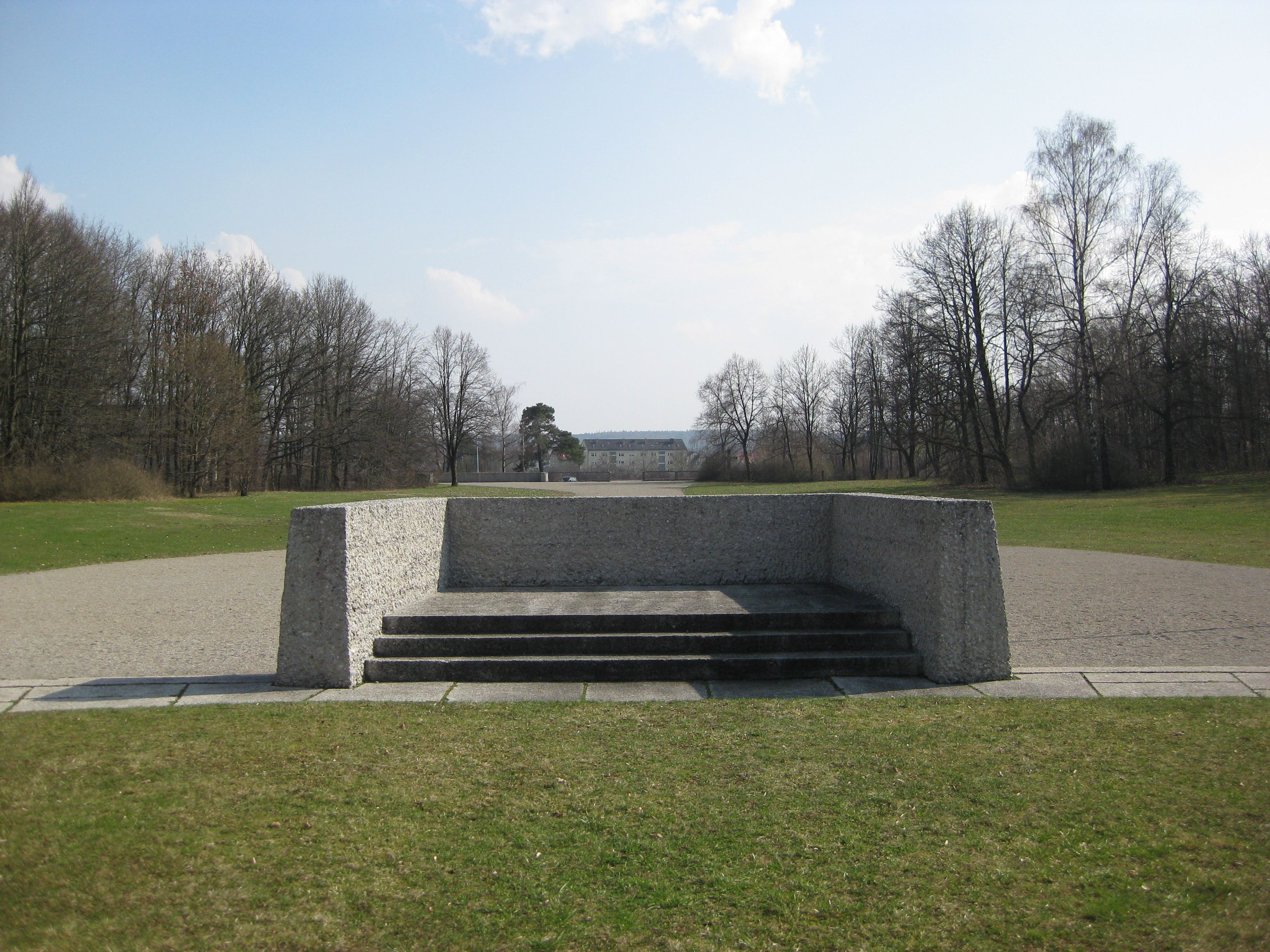
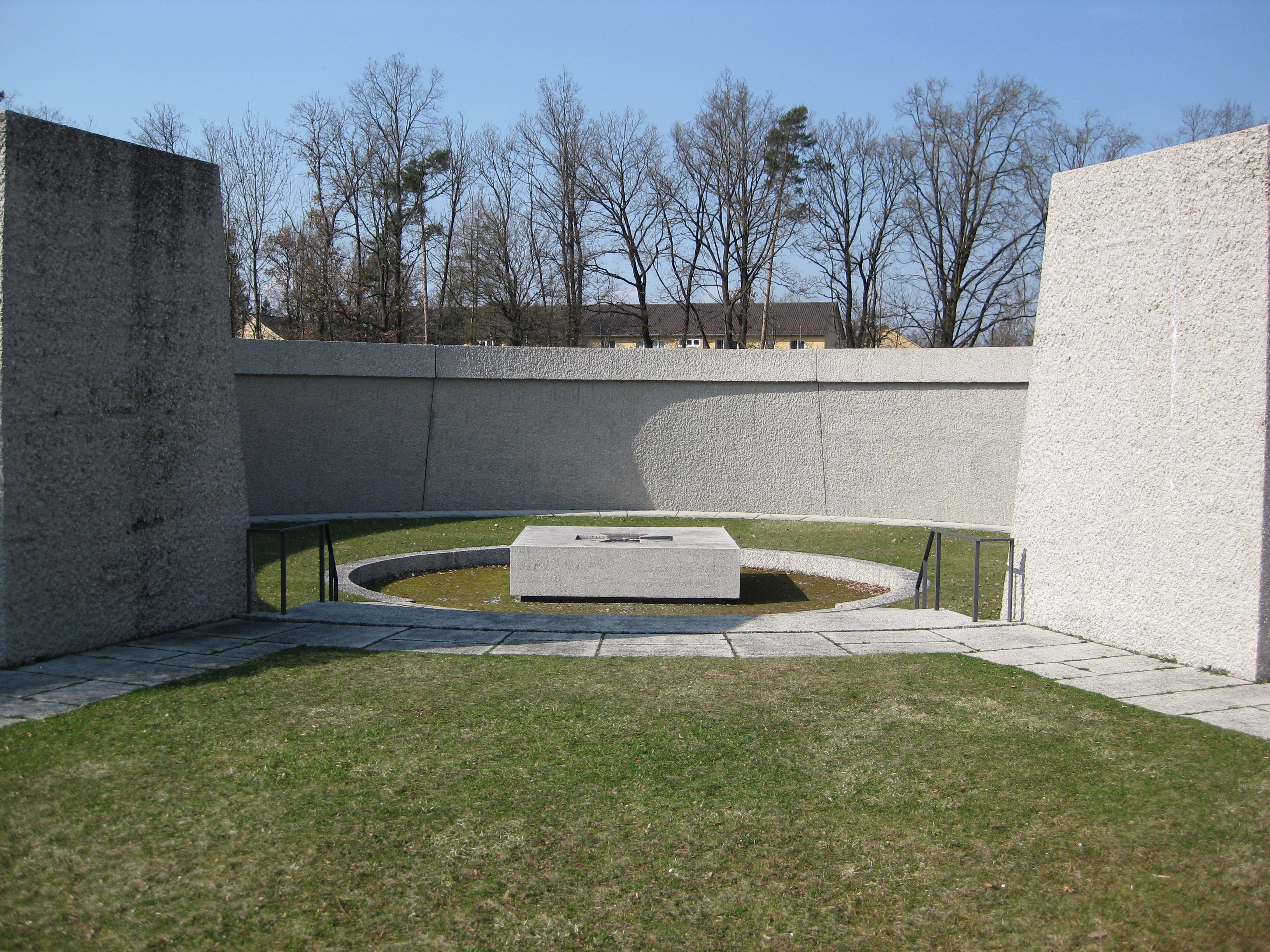
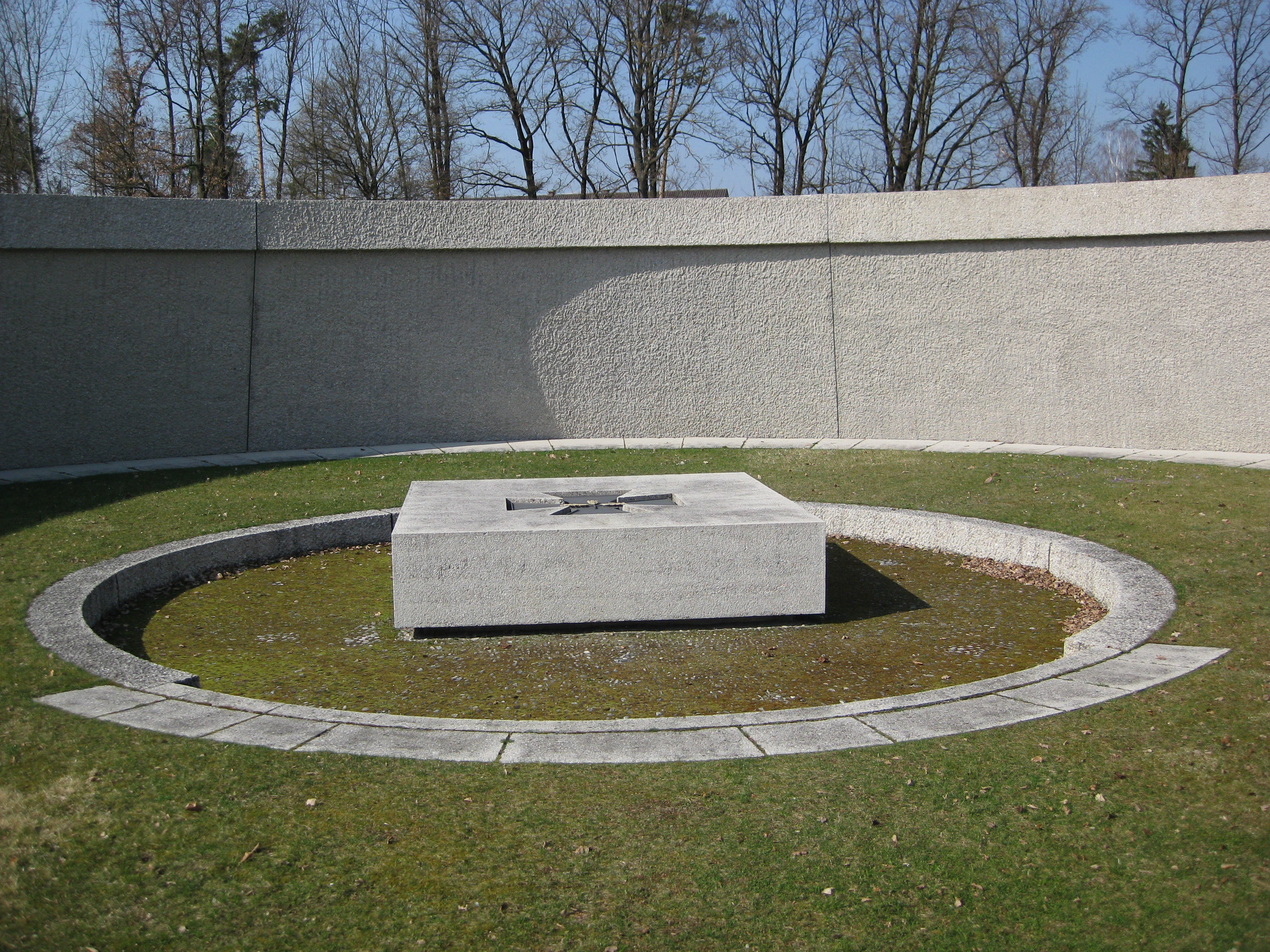
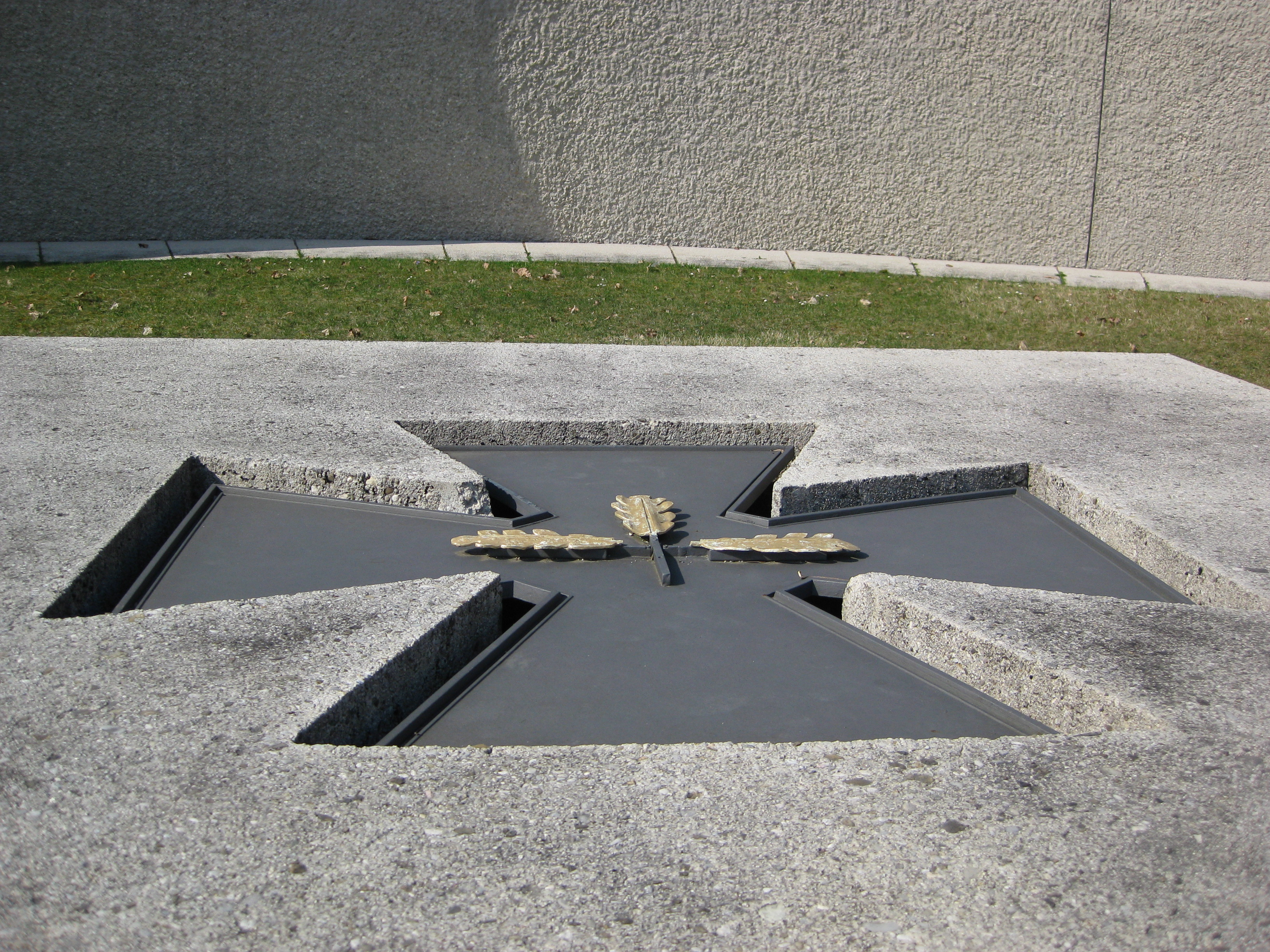